# 쿠퍼 레이프
쿠퍼 레이프(Cooper Raiff, 1997년 2월 11일 ~ )는 미국의 영화 감독, 배우이다.

## 작품 목록
- 매들린 & 쿠퍼 (2018; 학생 영화)
- 쉿하우스 (2020)
- 차 차 리얼 스무스 (2022) - 앤드루 역 (감독, 각본, 제작, 편집)
- 더 트래셔스 (2023)